# Лирическое (Кандинский)
«Лирическое» (нем. и нидерл. Lyrisches) — абстрактная картина русского художника Василия Кандинского, написанная в 1911 году и хранящаяся в коллекции музея Бойманса Ван Бёнингена в Роттердаме, Нидерланды.

## Анализ
На картине изображены скачущие лошадь и всадник. Мотив скачущего влево всадника набросан несколькими экономными штрихами. Сплошные контуры лошади и далеко наклонившегося вперед всадника слились в органическое единство в одном порыве устремления вперёд. С помощью нескольких выразительных линий и нематериальных цветовых облаков Кандинский передает ощущение скорости в огромном пространстве. Кандинский выполнил работу в период, когда он совершил переход от фигуративного искусства к абстрактному искусству. Важнейшим элементом является белая поверхность, по которой скачет всадник, которая одновременно окружает его и придает длительность его движению.
В Ленбаххаусе в Мюнхене хранится версия в виде гравюры на дереве, также принадлежащая к группе стилизованных конных изображений, созданных с силой и быстротой. Если в масляной живописи некоторые краски окружения смутно напоминают контуры пейзажа рядом с каллиграфически нарисованными деревьями, словно склонившимися в бурю, то в гравюре на дереве они полностью испарились в подложку двумерных цветных поверхностей.
Гравюра и полотно ещё раз демонстрируют, насколько одинаково Кандинский относился в этот период к двум видам живописи при экспериментах с предельной редукцией форм. Гравюра на дереве с её тенденцией к стилистическому преувеличению иногда предшествует большим картинам.